# 県道139号 (台湾)
県道139号（けんどう139ごう）は、彰化県伸港郷から南投県鹿谷郷を結ぶ、全長66.675kmの台湾の県道である。県道134号と重複区間がある。

## 通過する自治体
- 彰化県
  - 伸港郷
  - 和美鎮
  - 彰化市
  - 花壇郷
  - 芬園郷
  - 大村郷
- 南投県
  - 南投市
  - 中寮郷
  - 集集鎮
  - 鹿谷郷

## 接続する道路
- 台17線
- 県道134号
- 台61乙線
- 県道139甲線
- 台1丙線
- 県道134号
- 台1線
- 台19線
- 台74甲線
- 県道148号
- 県道139乙線
- 台3線
- 台3甲線
- 台14乙線
- 台16線
- 県道131号

## 施設
- 培英国小学校
- 彰化県立新荘国民小学校
- 文徳国小学校
- 鳳鳴国中学校

## 支線

### 甲線
県道139号甲線（けんどう138ごうこうせん）は、彰化県和美鎮塗厝から同県彰化市を結ぶ、全長15.811kmの台湾の県道である。

#### 通過する自治体
- 和美鎮
- 線西郷
- 鹿港鎮
- 和美鎮
- 彰化市

#### 接続する道路
- 県道139号
- 県道134号
- 県道138号
- 県道134号
- 県道135号
- 県道134号甲線
- 台1丙線
- 台19線

### 乙線
県道139号乙線（けんどう138ごうおつせん）は、南投県南投市横山から同県名間郷水圳を結ぶ、全長16.524kmの台湾の県道である。県道150号と重複区間がある。

#### 通過する自治体
- 南投市
- 名間郷

#### 接続する道路
- 県道139号
- 県道150号
- 台3線

#### 施設
- 弓鞋国小学校
- 中山国小学校